# Список стран мира по отношению к легальности гомосексуальных контактов
Данный список стран включает все страны мира по отношению к легальности однополых сексуальных контактов. В скобках указан год декриминализации гомосексуальных контактов, если они ранее были криминализованы. В случаях, если год не указан, то подобный закон либо не принимался, либо информация отсутствует. В списках отдельно приведены и государства, не являющиеся членами ООН (в том числе и непризнанные и частично признанные государства).
По состоянию на октябрь 2023 года из всех стран мира в 130 из них (в том числе 129 государствах — членах ООН, а также на Тайване и Косове) гомосексуальные контакты являлись легальными и в 62 — нелегальными, причём лишь в 45 из них антигомосексуальное законодательство распространялось также и на женщин. В 11 странах, в которых однополые контакты между взрослыми являются легальными, установлен неодинаковый возраст согласия для гомосексуальных и гетеросексуальных отношений.

## Страны, в которых гомосексуальные контакты легальны
По состоянию на май 2016 года однополые сексуальные контакты между взрослыми были разрешены в 121 государствах — членах ООН, что составляет 63 % от всех стран — членов ООН.
Год легализации в таблицах указывает год декриминализации однополых сексуальных отношений между взрослыми людьми, год уравнения соответствует году уравнения возраста сексуального согласия для однополых и разнополых отношений. Как видно из таблиц, в некоторых странах возраст сексуального согласия для однополых отношений по сравнению с возрастом согласия для разнополых отношений является завышенным.

### Государства и территории, расположенные в Европе
В Европе не осталось ни одной страны или территории, на которой бы считались нелегальными гомосексуальные контакты. Последней территорией на европейском континенте, отменившей наказание за добровольные однополые контакты между мужчинами, стал Северный Кипр.
В 48 европейских странах возраст согласия для однополых контактов уравнен по отношению с разнополыми.
| Государство                                                     | Год лега- лизации                       | Год урав- нивания                  | Примечания |
| --------------------------------------------------------------- | --------------------------------------- | ---------------------------------- | --- |
| Австрия                                                         | 1971                                    | 2002                               | Подробнее — см. Права ЛГБТ в Австрии. |
| Азербайджан                                                     | 2000                                    | 2000                               | Подробнее — см. Права ЛГБТ в Азербайджане. |
| Албания                                                         | 1995                                    | 2001                               | Подробнее — см. Права ЛГБТ в Албании. |
| Андорра                                                         | 1990                                    | —                                  | Возраст согласия также одинаковый. Подробнее — см. Права ЛГБТ в Андорре. |
| Армения                                                         | 2003                                    | 2003                               | Подробнее — см. Права ЛГБТ в Армении. |
| Беларусь                                                        | 1994                                    | 2000                               | Подробнее — см. Права ЛГБТ в Белоруссии. |
| Бельгия                                                         | 1795                                    | 1985                               | Подробнее — см. Права ЛГБТ в Бельгии. |
| Болгария                                                        | 1968                                    | 2002                               | Подробнее — см. Права ЛГБТ в Болгарии. |
| Босния и Герцеговина                                            | 1998 (ФБиГ) 2000 (РС) 2001 (Брчко)      | 1998 (ФБиГ) 2000 (РС) 2001 (Брчко) | В разных регионах декриминализация (и одновременно уравнение возраста согласия для однополых и разнополых контактов) произошла в разные годы: Федерация Боснии и Герцеговины (1998), Республика Сербская (2000), Округ Брчко (2001). Подробнее — см. Права ЛГБТ в Боснии и Герцеговине. |
| Великобритания · Англия и Уэльс · Шотландия · Северная Ирландия | 1967 (А./У.) 1981 (Шотл.) 1982 (С.Ирл.) | 2001                               | В разных частях королевства декриминализация произошла в разные годы: Англия и Уэльс (1967), Шотландия (1981), Северная Ирландия (1982); возраст согласия по всему королевству был уравнен в 2001 году. Однополые контакты были также декриминализованы и на всех заморских территориях. См. также Права ЛГБТ в Великобритании. |
| Венгрия                                                         | 1962                                    | 2002                               | Подробнее — см. Права ЛГБТ в Венгрии. |
| Германия · ГДР · ФРГ                                            | 1968 (ГДР) 1969 (ФРГ)                   | 1989 (ГДР) 1994 (ФРГ)              | ГДР декриминализовала однополые контакты для лиц старше 18 лет обоего пола в 1968 году; ФРГ для мужчин старше 21 года — в 1969 году (для женщин криминализировано никогда не было), в 1973 году — возраст понижен до 18 лет. В 1989 году в ГДР возраст согласия между однополыми и разнополыми контактами был уравнен. После объединения Германии в западных частях уравнение возраста согласия произошло лишь в 1994 году. Подробнее — см. Права ЛГБТ в Германии и Параграф 175. |
| Греция                                                          | 1951                                    | 2015                               | Подробнее — см. Права ЛГБТ в Греции. |
| Грузия                                                          | 2000                                    | 2000                               | Подробнее — см. Права ЛГБТ в Грузии. |
| Дания                                                           | 1933                                    | 1976                               | В Гренландии возраст согласия был уравнен в 1979 году, на Фарерских островах — в 1988. См. также: Однополые браки в Дании. |
| Ирландия                                                        | 1993                                    | 1993                               | См. также: Однополые браки в Ирландии. |
| Исландия                                                        | 1940                                    | 1992                               | См. также: Однополые браки в Исландии. |
| Испания                                                         | 1979                                    | 1979                               | Подробнее — см. Права ЛГБТ в Испании. См. также: Однополые браки в Испании. |
| Италия                                                          | 1890                                    | 1890                               | Подробнее — см. Права ЛГБТ в Италии. |
| Кипр                                                            | 1998                                    | 2002                               | |
| Латвия                                                          | 1992                                    | 1999                               | Подробнее — см. Права ЛГБТ в Латвии. |
| Литва                                                           | 1993                                    | 2003                               | Однако в стране действует закон, запрещающий распространение информации, которая «попирает семейные ценности». Подробнее — см. Права ЛГБТ в Литве. |
| Лихтенштейн                                                     | 1989                                    | 2001                               | См. также: Гражданские партнёрства в Лихтенштейне. |
| Люксембург                                                      | 1795                                    | 1992                               | См. также: Однополые браки в Люксембурге. |
| Северная Македония                                              | 1996                                    | 1996                               | |
| Мальта                                                          | 1973                                    | 1973                               | См. также: Гражданские партнёрства на Мальте. |
| Молдова                                                         | 1995                                    | 2003                               | Подробнее — см. Права ЛГБТ в Молдавии. |
| Монако                                                          | 1793                                    | 1793                               | |
| Нидерланды                                                      | 1811                                    | 1971                               | Однополые контакты также легальны в ассоциированных государствах Аруба, Кюрасао и Синт-Мартен, а также на нидерландских территориях Бонайре, Синт-Эстатиус и Саба. Возраст согласия на всех указанных территориях был также уравнен: на Арубе в 2003 году, на других территориях — в 2000 году. Подробнее — см. Права ЛГБТ в Нидерландах. |
| Норвегия                                                        | 1972                                    | 1972                               | Подробнее — см. Права ЛГБТ в Норвегии. |
| Польша                                                          | 1932                                    | 1932                               | Подробнее — см. Права ЛГБТ в Польше. |
| Португалия                                                      | 1983                                    | 2007                               | Подробнее — см. Права ЛГБТ в Португалии. |
| Румыния                                                         | 1996                                    | 2002                               | Подробнее — см. Права ЛГБТ в Румынии. |
| Россия                                                          | 1993                                    | 1997                               | Однако в 2013 году в России принят закон, запрещающий «пропаганду нетрадиционных сексуальных отношений среди несовершеннолетних», а в 2022 году и среди совершеннолетних. Подробнее — см. Права ЛГБТ в России. |
| Сан-Марино                                                      | 1865                                    | 1865                               | |
| Сербия                                                          | 1994                                    | 2006                               | Подробнее — см. Права ЛГБТ в Сербии. |
| Словакия                                                        | 1962                                    | 1990                               | Подробнее — см. Права ЛГБТ в Словакии. |
| Словения                                                        | 1977                                    | 1977                               | Подробнее — см. Права ЛГБТ в Словении. |
| Швейцария                                                       | 1942                                    | 1992                               | См. также: Гражданские партнёрства в Швейцарии. |
| Швеция                                                          | 1944                                    | 1978                               | Подробнее — см. Права ЛГБТ в Швеции. |
| Турция                                                          | 1858                                    | 1858                               | Подробнее — см. Права ЛГБТ в Турции. |
| Украина                                                         | 1991                                    | 1991                               | Подробнее — см. Права ЛГБТ на Украине. |
| Финляндия                                                       | 1971                                    | 1999                               | Подробнее — см. Права ЛГБТ в Финляндии. |
| Франция                                                         | 1791                                    | 1982                               | Возраст согласия на заморских департаментах Франции был уравнен позднее, начиная с 1984 года. Подробнее — см. Права ЛГБТ во Франции. |
| Черногория                                                      | 1977                                    | 1977                               | Подробнее — см. Права ЛГБТ в Черногории. |
| Чехия                                                           | 1962                                    | 1990                               | Подробнее — см. Права ЛГБТ в Чехии. |
| Хорватия                                                        | 1977                                    | 1998                               | Подробнее — см. Права ЛГБТ в Хорватии. |
| Эстония                                                         | 1992                                    | 2002                               | Подробнее — см. Права ЛГБТ в Эстонии. |

| Государство   | Год легали-зации | Год урав-нения | Примечания |
| ------------- | ---------------- | -------------- | --- |
| Ватикан       | —                | нет данных     | Независимое государство, не состоящее в ООН. Однополые контакты легальны, однако нет данных о возрасте согласия.                                                                                      |
| Косово        | 1994             | 2004           | Частично признанное государство. |
| Северный Кипр | 2014             | нет данных     | Частично признанное государство. Последняя территория в Европе, отменившая наказание за гомосексуальные контакты между мужчинами. Однополые контакты легальны, однако нет данных о возрасте согласия. |

| Территория                                          | Год легали-зации | Год урав-нения | Географическое положение |
| --------------------------------------------------- | ---------------- | -------------- | ------------------------ |
| Акротири и Декелия                                  | 2000             | 2003           | Европа                   |
| Ангилья                                             | 2001             |                | Центральная Америка      |
| Бермудские Острова                                  | 1994             |                | Северная Америка         |
| Виргинские острова                                  | 2001             | —              | Центральная Америка      |
| Гернси                                              | 1983             | 2010           | Европа                   |
| Гибралтар                                           | 1993             | 2011           | Европа                   |
| Джерси                                              | 1990             | 2007           | Европа                   |
| Острова Кайман                                      | 2001             | —              | Центральная Америка      |
| Монтсеррат                                          | 2001             | —              | Центральная Америка      |
| Остров Мэн                                          | 1992             | 2006           | Европа                   |
| Острова Питкэрн                                     | 2001             | —              | Океания                  |
| Острова Святой Елены, Вознесения и Тристан-да-Кунья | 2001             | —              | Африка                   |
| Теркс и Кайкос                                      | 2001             | —              | Центральная Америка      |
| Фолклендские острова                                | 1989             | 2005           | Южная Америка            |
| Южная Георгия и Южные Сандвичевы Острова            | 2001             | —              | Южная Америка            |

### Государства и территории, расположенные в Азии
По состоянию на декабрь 2022 года на территории Азии были расположены 22 государств, в которых однополые контакты являются легальными.
| Страна           | Год  | Примечания |
| ---------------- | ---- | --- |
| Бахрейн          | 1976 | |
| Бутан            | 2021 | |
| Вьетнам          |      | |
| Восточный Тимор  | 1975 | |
| Израиль          | 1988 | Подробнее — см. Права ЛГБТ в Израиле. |
| Индия            | 2018 | |
| Индонезия        |      | за исключением провинции Ачех |
| Иордания         | 1951 | |
| Казахстан        | 1998 | Подробнее — см. Права ЛГБТ в Казахстане.                                                                                                   |
| Камбоджа         |      | |
| Кыргызстан       | 1998 | Подробнее — см. Права ЛГБТ в Кыргызстане.                                                                                                  |
| Китай            | 1997 | В особых самоуправляемых провинциях Гонконг и Макао однополые отношения были декриминализованы ранее — соответственно в 1991 и 1996 годах. |
| КНДР             |      | |
| Лаос             |      | |
| Монголия         | 1961 | Подробнее — см. Права ЛГБТ в Монголии. |
| Непал            | 2008 | |
| Сингапур         | 2022 | |
| Таджикистан      | 1998 | Подробнее — см. Права ЛГБТ в Таджикистане.                                                                                                 |
| Таиланд          | 1957 | Подробнее — см. Права ЛГБТ в Таиланде. |
| Филиппины        |      | |
| Республика Корея |      | |
| Япония           | 1882 | |

| Страна                     | Год  | Примечания                                                                               |
| -------------------------- | ---- | ---------------------------------------------------------------------------------------- |
| Китайская Республика       | 1912 | Частично признанное государство.                                                         |
| Западный берег реки Иордан | 1951 | Является частью частично признанного Палестинского государства, контролируется Израилем. |

### Государства и территории в Африке
На африканском континенте расположено 24 государства, не предусматривающих уголовных наказаний за однополые отношения. Тем не менее, в Египте, несмотря на формальное отсутствие наказания за гомосексуальные контакты, гомосексуалы нередко привлекаются к уголовной ответственности по другим статьям (поэтому Египет также повторно указан в таблице в разделе стран, криминализирующих однополые отношения). В некоторых африканских странах, в которых однополые контакты являются легальными, для них установлен более высокий возраст сексуального согласия, чем для разнополых.
| Государство           | Год  | Возраст соглaсия | Возраст соглaсия | Подробные статьи                                  |
| Государство           | Год  | Гом.             | Гет.             | Подробные статьи                                  |
| --------------------- | ---- | ---------------- | ---------------- | ------------------------------------------------- |
| Ангола                | 2019 | 14               | 14               | См. Права ЛГБТ в Анголе                           |
| Бенин                 | 1877 | 21               | 13               | См. Права ЛГБТ в Бенине                           |
| Ботсвана              | 2019 | 18               | 18               | См. Права ЛГБТ в Ботсване                         |
| Буркина-Фасо          | 1960 | 13               | 13               | См. Права ЛГБТ в Буркина-Фасо                     |
| Габон                 | 1960 | 18               | 18               | См. Права ЛГБТ в Габоне                           |
| Гвинея-Бисау          | 1993 | 16               | 16               | См. Права ЛГБТ в Гвинее-Бисау                     |
| Джибути               | 1995 | 18               | 18               | См. Права ЛГБТ в Джибути                          |
| Кабо-Верде            | 2004 | 14               | 14               | См. Права ЛГБТ в Кабо-Верде                       |
| Республика Конго      | 1940 | 21               | 18               | См. Права ЛГБТ в Республике Конго                 |
| ДР Конго              | 1940 | 18               | 18               | См. Права ЛГБТ в Демократической Республике Конго |
| Кот-д’Ивуар           | 1960 | 18               | 15               | См. Права ЛГБТ в Кот-д’Ивуаре                     |
| Лесото                | 2012 | 16               | 16               | См. Права ЛГБТ в Лесото                           |
| Маврикий              | 2023 | 16               | 16               | См. Права ЛГБТ на Маврикии                        |
| Мадагаскар            | 1960 | 21               | 14               | См. Права ЛГБТ на Мадагаскаре                     |
| Мали                  | 1961 | 18               | 18               | См. Права ЛГБТ в Мали                             |
| Мозамбик              | 2015 | 18               | 18               | См. Права ЛГБТ в Мозамбике                        |
| Намибия               | 2024 | 16               | 16               | См. Права ЛГБТ в Намибии                          |
| Нигер                 | 1961 | 21               | 13               | См. Права ЛГБТ в Нигере                           |
| Руанда                | 1980 | 18               | 16               | См. Права ЛГБТ в Руанде                           |
| Сейшельские Острова   | 2016 | 18               | 18               | См. Права ЛГБТ на Сейшельских Островах            |
| Сан-Томе и Принсипи   | 2012 | 14               | 14               | См. Права ЛГБТ в Сан-Томе и Принсипи              |
| ЦАР                   | 1961 | 18               | 18               | См. Права ЛГБТ в Центральноафриканской Республике |
| Экваториальная Гвинея | 1963 | 18               | 18               | См. Права ЛГБТ в Экваториальной Гвинее            |
| ЮАР                   | 1998 | 16               | 16               | См. Права ЛГБТ в ЮАР и Однополые браки в ЮАР      |

### Северная Америка: США и Канада
В США в 2003 году гомосексуальные контакты были декриминализованы на федеральном уровне по решению Верховного суда (дело «Лоуренс против Техаса»), что затронуло 14 штатов и Пуэрто-Рико. Однако ранее подобные законы уже были самостоятельно приняты во многих штатах: Аляска (1980), Аризона (2001), Арканзас (2002), Калифорния (1976), Колорадо (1972), Коннектикут (1971), Делавэр (1973), Джорджия (1998), Гавайи (1973), Иллинойс (1962), Индиана (1977), Айова (1977), Кентукки (1992), Мэн (1976), Миннесота (2001), Монтана (1997), Небраска (1978), Невада (1993), Нью-Гэмпшир (1975), Нью-Джерси (1979), Нью-Мексико (1975), Нью-Йорк (1980/2001), Северная Дакота (1975), Огайо (1974), Орегон (1972), Пенсильвания (1980/1995), Род-Айленд (1998), Южная Дакота (1977), Теннеси (1996), Вермонт (1977), Вашингтон (1976), Западная Виргиния (1976), Висконсин (1983), Вайоминг (1977), федеральный округ Колумбия (1993), а также на Американском Самоа (1980), Американских Виргинских островах (1985), территории Гуам (1978) и Северных Марианских островах (1983).
Возраст согласия в США одинаков как для однополых, так и для разнополых контактов, однако различается в разных штатах, составляя 16—18 лет.
В Канаде однополые контакты были декриминализованы в 1969 году. Возраст согласия формально для однополых и разнополых контактов одинаков и составляет 16 лет. Между тем, для анальных сексуальных контактов независимо от пола партнёров установлен возраст согласия в 18 лет.

### Государства и территории Центральной и Южной Америки
На территории Центральной и Южной Америки расположено 29 государств, в которых однополые контакты являются легальными. Однако в нескольких из них установлен повышенный возраст сексуального согласия для однополых контактов по сравнению с разнополыми.
| Государство              | Год  | Возраст согл. | Возраст согл. | Подробные статьи                                       |
| Государство              | Год  | Гом.          | Гет.          | Подробные статьи                                       |
| ------------------------ | ---- | ------------- | ------------- | ------------------------------------------------------ |
| Антигуа и Барбуда        | 2022 | 16            | 16            |                                                        |
| Аргентина                | 1887 | 18            | 18            | См. также: Однополые браки в Аргентине                 |
| Багамские Острова        | 1991 | 18            | 16            |                                                        |
| Барбадос                 | 2022 | 16            | 16            |                                                        |
| Белиз                    | 2016 | 16            | 16            | См. Права ЛГБТ в Белизе                                |
| Боливия                  | 1832 | 14            | 14            | См. Права ЛГБТ в Боливии                               |
| Бразилия                 | 1831 | 14            | 14            | См. Права ЛГБТ в Бразилии и Однополые браки в Бразилии |
| Венесуэла                | 1836 | 16            | 16            |                                                        |
| Гаити                    | 1804 | 18            | 18            |                                                        |
| Гватемала                | 1871 | 18            | 18            |                                                        |
| Гондурас                 | 1899 | 15            | 15            |                                                        |
| Доминика                 | 2024 | 16            | 16            |                                                        |
| Доминиканская Республика | 1822 | 18            | 18            |                                                        |
| Коста-Рика               | 1971 | 15            | 15            |                                                        |
| Колумбия                 | 1981 | 14            | 14            | См. также: Однополые браки в Колумбии                  |
| Куба                     | 1979 | 15            | 15            | См. Права ЛГБТ на Кубе                                 |
| Мексика                  | 1872 | 17            | 17            | См. также: Однополые браки в Мексике                   |
| Никарагуа                | 2008 | 18            | 18            |                                                        |
| Панама                   | 2008 | 18            | 18            |                                                        |
| Парагвай                 | 1880 | 16            | 14            |                                                        |
| Перу                     | 1924 | 14            | 14            | См. Права ЛГБТ в Перу                                  |
| Сальвадор                | 1822 | 18            | 18            |                                                        |
| Сент-Китс и Невис        | 2022 | 16            | 16            |                                                        |
| Сент-Люсия               | 2025 | 16            | 16            |                                                        |
| Суринам                  | 1975 | 18            | 16            |                                                        |
| Тринидад и Тобаго        | 2018 | 18            | 18            |                                                        |
| Уругвай                  | 1934 | 15            | 15            | См. также: Однополые браки в Уругвае                   |
| Чили                     | 1999 | 14            | 14            | См. также: Гражданские союзы в Чили                    |
| Эквадор                  | 1997 | 14            | 14            | См. также: Гражданские партнёрства в Эквадоре          |

### Государства Австралии и Океании
В Австралии и Океании расположено 8 государств, в которых однополые контакты являются легальными.
| Государство        | Год       | Примечания |
| ------------------ | --------- | --- |
| Австралия          | 1972-1997 | В разных регионах страны однополые контакты были декриминализованы в разные годы: Новый Южный Уэльс (1983), Норфолк (1993), Северная территория (1984), Квинсленд (1991), Южная Австралия (1972), Тасмания (1997), Виктория (1981), Западная Австралия (1990). См. также: Однополые союзы в Австралии. |
| Вануату            |           | |
| Маршалловы Острова | 2005      | |
| Микронезия         |           | |
| Науру              | 2016      | |
| Новая Зеландия     | 1986      | В ассоциированных с Новой Зеландией государствах Ниуэ и Токелау декриминализация гомосексуальных отношений произошла в 2007 году. На зависимых от Новой Зеландии Островах Кука однополые отношения всё ещё нелегальны. См. также: Однополые браки в Новой Зеландии.                                    |
| Палау              | 2014      | |
| Фиджи              | 2010      | |

## Государства и территории, в которых гомосексуальные контакты уголовно преследуются

### Государства Африки, криминализирующие однополые контакты
| Страна       | ММ         | ЖЖ                                                              | Применяемые обозначения и статьи уголовного кодекса                                                                  | Ссылки |
| ------------ | ---------- | --------------------------------------------------------------- | --- | ------ |
| Алжир        | нелегально | нелегально                                                      | ненормальные сексуальные акты (ст. 333)                                                                              | ILGA   |
| Бурунди      | нелегально | нелегально                                                      | однополые сексуальные контакты (ст. 567)                                                                             | ILGA   |
| Гамбия       | нелегально | нелегально                                                      | акты против природы (ст. 144 и 144A), противоестественные преступления (ст. 145), грубая непристойность (ст. 147(2)) | ILGA ⇨ |
| Гана         | нелегально | легально                                                        | противоестественные половые акты (ст. 104)                                                                           | ILGA   |
| Гвинея       | нелегально | нелегально                                                      | акты против природы (ст. 325)                                                                                        | ILGA   |
| Египет       | нелегально | нелегально                                                      | разврат (ст. 98f), подстрекательство к непристойности (ст. 269bis), скандальные акты (ст. 278)                       | ILGA   |
| Замбия       | нелегально | нелегально                                                      | преступления против природы (ст. 155—156), грубая непристойность (ст. 158)                                           | ILGA   |
| Зимбабве     | нелегально | легально                                                        | содомия (ст. 73), грубая непристойность (ст. 158)                                                                    | ILGA   |
| Камерун      | нелегально | нелегально                                                      | однополые сексуальные контакты (ст. 347bis)                                                                          | ILGA   |
| Кения        | нелегально | легально                                                        | преступления против природы (ст. 162, 163), грубая непристойность, содомия (ст. 165)                                 | ILGA   |
| Коморы       | нелегально | нелегально                                                      | противоестественные акты (ст. 318)                                                                                   | ILGA   |
| Либерия      | нелегально | нелегально                                                      | содомия (ст. 14.74, 14.79 и 50.7)                                                                                    | ILGA   |
| Ливия        | нелегально | нелегально                                                      | запрещённые сексуальные акты (ст. 407(4) и 408(4)), публичное проявление безнравственности (ст. 421)                 | ILGA   |
| Мавритания   | нелегально | нелегально                                                      | акты против природы (ст. 308)                                                                                        | ILGA ⇨ |
| Малави       | нелегально | нелегально                                                      | преступления против природы (ст. 153—154), грубая непристойность (ст. 137A, 156)                                     | ILGA   |
| Марокко      | нелегально | нелегально                                                      | противоестественные акты (ст. 489), публичное проявление безнравственности (ст. 483)                                 | ILGA ⇨ |
| Нигерия      | нелегально | нелегально                                                      | преступления против природы (ст. 214—215), грубая непристойность (ст. 217)                                           | ILGA ⇨ |
| Свазиленд    | нелегально | легально                                                        | содомия (Criminal Law and Procedure Act 1939, ст. 185(5))                                                            | ILGA   |
| Сенегал      | нелегально | нелегально                                                      | противоестественные акты (ст. 319, ч. 3)                                                                             | ILGA   |
| Сьерра-Леоне | нелегально | легально                                                        | содомия (Offences against the Person Act 1861, ст. 61)                                                               | ILGA   |
| Сомали       | нелегально | нелегально                                                      | сношение с лицом того же пола (ст. 409—410, 400), публичное проявление безнравственности (ст. 406)                   | ILGA   |
| Судан        | нелегально | нелегально                                                      | содомия (ст. 148), грубая непристойность (ст. 151)                                                                   | ILGA ⇨ |
| Танзания     | нелегально | нелегально в некоторых регионах · легально в некоторых регионах | преступления против природы (ст. 154—155), грубая непристойность (ст. 157, 138A), лесбиянство (ст. 145 УК Занзибара) | ILGA   |
| Того         | нелегально | легально                                                        | преступления против природы (ст. 88)                                                                                 | ILGA   |
| Тунис        | нелегально | нелегально                                                      | содомия и публичное проявление безнравственности (ст. 230)                                                           | ILGA   |
| Уганда       | нелегально | нелегально                                                      | преступления против природы (ст. 145—146) и грубая непристойность (ст. 148)                                          | ILGA ⇨ |
| Южный Судан  | нелегально | нелегально                                                      | преступления против природы (ст. 248), грубая непристойность (ст. 151)                                               | ILGA   |
| Эритрея      | нелегально | нелегально                                                      | однополые контакты (ст. 600, ч. 1)                                                                                   | ILGA   |
| Эфиопия      | нелегально | нелегально                                                      | гомосексуальные контакты (ст. 629—630)                                                                               | ILGA   |

### Государства и территории Азии, криминализирующие однополые контакты
| Государство или территория | ММ                                                              | ЖЖ                                                              | Применяемые обозначения и статьи уголовного кодекса                                              | Ссылки  |
| -------------------------- | --------------------------------------------------------------- | --------------------------------------------------------------- | ------------------------------------------------------------------------------------------------ | ------- |
| Афганистан                 | нелегально                                                      | нелегально                                                      | половые контакты между мужчинами (ст. 427)                                                       | ILGA    |
| Бангладеш                  | нелегально                                                      | легально                                                        | преступления против природы (ст. 377)                                                            | ILGA    |
| Бруней                     | нелегально                                                      | легально                                                        | преступления против природы (ст. 377)                                                            | ILGA    |
| Газа                       | нелегально                                                      | легально                                                        | сексуальные контакты между мужчинами (The British Mandate Criminal Code Ordinance, No. 74, 1936) | ILGA    |
| Индонезия                  | нелегально в некоторых регионах · легально в некоторых регионах | нелегально в некоторых регионах · легально в некоторых регионах | ливат и musahaqah (ст. 63-64 УК провинции Ачех)                                                  | ILGA    |
| Ирак                       | нелегально в некоторых регионах · легально в некоторых регионах | нелегально в некоторых регионах · легально в некоторых регионах | Официально не преследуется                                                                       | ILGA    |
| Иран                       | нелегально                                                      | нелегально                                                      | содомия (ст. 108—126), лесбиянство (ст. 127—134)                                                 | ILGA => |
| Йемен                      | нелегально                                                      | нелегально                                                      | гомосексуальные контакты между мужчинами (ст. 264), лесбиянство (ст. 268)                        | ILGA    |
| Катар                      | нелегально                                                      | нелегально                                                      | однополое сутенёрство (ст. 296), гомосексуальная проституция (ст. 298)                           | ILGA    |
| Кувейт                     | нелегально                                                      | легально                                                        | половые отношения между мужчинами (ст. 193), публичное проявление безнравственности (ст. 198)    | ILGA    |
| Ливан                      | нелегально                                                      | легально                                                        | половые отношения против природы (ст. 534), публичное проявление безнравственности (ст. 209)     | ILGA => |
| Малайзия                   | нелегально                                                      | нелегально                                                      | преступления против природы (ст. 377A, 377B), грубая непристойность (ст. 377D)                   | ILGA    |
| Мальдивы                   | нелегально                                                      | нелегально                                                      | однополый брак (ст. 410), незаконные половые акты (ст. 411), непристойные акты (ст. 412)         | ILGA    |
| Мьянма                     | нелегально                                                      | легально                                                        | преступления против природы (ст. 377)                                                            | ILGA    |
| Оман                       | нелегально                                                      | нелегально                                                      | бесчестные преступления (ст. 33), гомосексуальные и лесбийские эротические акты (ст. 223)        | ILGA    |
| Пакистан                   | нелегально                                                      | легально                                                        | преступления против природы (ст. 377), непристойные акты (ст. 294)                               | ILGA    |
| ОАЭ                        | нелегально                                                      | нелегально                                                      | Незаконными являются любые контакты, выходящие за рамки брака; применяются нормы шариата         | ILGA    |
| Сауд. Аравия               | нелегально                                                      | нелегально                                                      | Уголовный кодекс отсутствует, применяется шариатское право                                       | ILGA => |
| Сирия                      | нелегально                                                      | нелегально                                                      | противоестественные половые акты (ст. 520, 517)                                                  | ILGA    |
| Туркменистан               | нелегально                                                      | легально                                                        | мужеложество (ст. 135, 137)                                                                      | ILGA => |
| Узбекистан                 | нелегально                                                      | легально                                                        | мужеложество (ст. 120)                                                                           | ILGA => |
| Шри-Ланка                  | нелегально                                                      | нелегально                                                      | преступления против природы (ст. 365), акт грубой непристойности (ст. 365A)                      | ILGA    |

### Государства Центральной и Южной Америки, криминализирующие однополые контакты
| Государство        | ММ         | ЖЖ         | Применяемые обозначения и статьи уголовного кодекса    | Ссылки |
| ------------------ | ---------- | ---------- | ------------------------------------------------------ | ------ |
| Гайана             | нелегально | легально   | грубая непристойность (ст. 352), содомия (ст. 353—354) | ILGA   |
| Гренада            | нелегально | легально   | противоестественные связи (ст. 431)                    | ILGA   |
| С.-Винсент и Грен. | нелегально | нелегально | содомия (ст. 146), грубая непристойность (ст. 148)     | ILGA   |
| Ямайка             | нелегально | легально   | содомия (ст. 76-78), грубая непристойность (ст. 79)    | ILGA   |

### Государства и территории в Океании, криминализирующие однополые контакты
| Государство или территория | ММ         | ЖЖ         | Применяемые обозначения и статьи уголовного кодекса                    | Ссылки |
| -------------------------- | ---------- | ---------- | ---------------------------------------------------------------------- | ------ |
| Кирибати                   | нелегально | нелегально | содомия (ст. 153—154), грубая непристойность (ст. 155)                 | ILGA   |
| Папуа — Н. Гвинея          | нелегально | легально   | преступления против природы (ст. 210), грубая непристойность (ст. 212) | ILGA   |
| Самоа                      | нелегально | легально   | содомия (Crimes Act 2013, ст. 67-67, 71)                               | ILGA   |
| Соломоновы О-ва            | нелегально | нелегально | содомия (ст. 160—161), грубая непристойность (ст. 162)                 | ILGA   |
| Тонга                      | нелегально | легально   | содомия (ст. 136, 139, 140, 142)                                       | ILGA   |
| Тувалу                     | нелегально | легально   | содомия (ст. 153—154), грубая непристойность (ст. 155)                 | ILGA   |

## Страны, предусматривающие смертную казнь за однополые контакты
В некоторых странах или отдельных регионах, на которых введены законы на основе шариата, за однополые контакты может быть предусмотрена смертная казнь. Наивысшая мера наказания практикуется в Иране (см. Права ЛГБТ в Иране), Йемене и в Саудовской Аравии (см. Права ЛГБТ в Саудовской Аравии), а также в 12 северных провинциях Нигерии (см. Права ЛГБТ в Нигерии) и в южных частях Сомали.
На оставшихся небольших территориях Сирии, подконтрольных Исламскому государству, смертные казни за однополые контакты совершаются боевиками на основе законов шариата. Кроме того, на 2016 год смертные приговоры за гомосексуальные отношения выносятся также и некоторыми шариатскими судьями Ирака, не подконтрольными центральной государственной власти. В Мавритании (см. Права ЛГБТ в Мавритании), Афганистане, Пакистане, Катаре и ОАЭ также официально приняты нормы шариата, однако не прописаны за однополые контакты.

### Комментарии
1. ↑  Гомосексуальные отношения как таковые официально не запрещены законом, но людей, уличённых в таких отношениях, привлекают к уголовной ответственности по статьям за совершение развратных действий и неподобающее поведение, а также за проституцию.
2. ↑  Гомосексуальные контакты между женщинами криминализованы только на территории автономии Занзибар.
3. ↑  В уголовном кодексе Афганистана содержится лишь упоминание о «педерастии», под которой понимаются любые половые сношения между мужчинами. Тем не менее статья 130 Конституции Афганистана разрешает использование норм шариата, что налагает запрет на любые формы гомосексуальных отношений и практик.
4. ↑  С 2014 года в Брунее постепенно в судебную систему вводятся нормы шариата, предусматривающие наказание за однополые контакты в том числе и между женщинами. Полный переход на использование норм шариата планируется завершить к 2016 году.
5. ↑  Однополые отношения не криминализированы в уголовном кодексе Индонезии. Однако на местном уровне в провинциях Ачех приняты законы, предусматривающие уголовную ответственность за гомосексуальные отношения.
6. ↑  В 2003 году во время американского присутствия в стране был восстановлен уголовный кодекс 1969 года, который не предусматривал наказания за гомосексуальность. Тем не менее, казни и другие наказания за однополые отношения продолжают осуществляться самопровозглашёнными судьями шариата, неподконтрольными центральной власти.
7. ↑  Однополые отношения сами по себе не криминализируются в уголовном кодексе Катара, однако ILGA отмечает применение других статей для преследования добровольных однополых сексуальных контактов.